# Coșeri (okręg Ardżesz)
Coșeri – wieś w Rumunii, w okręgu Ardżesz, w gminie Căteasca. W 2011 roku liczyła 323 mieszkańców.